# فلبوس ليلي
فلبوس ليلي (الاسم العلمي:Phyllobius vespertinus) هو نوع من الحشرات يتبع جنس الفلبوس من فصيلة السوسية الحقيقية.